# Maresciallo dell'aria (Italia)
Maresciallo dell'aria in Italia, durante il periodo fascista è stato il massimo grado della Regia Aeronautica, equivalente a quelli di maresciallo d'Italia del Regio Esercito e di grande ammiraglio della Regia Marina.

## Storia

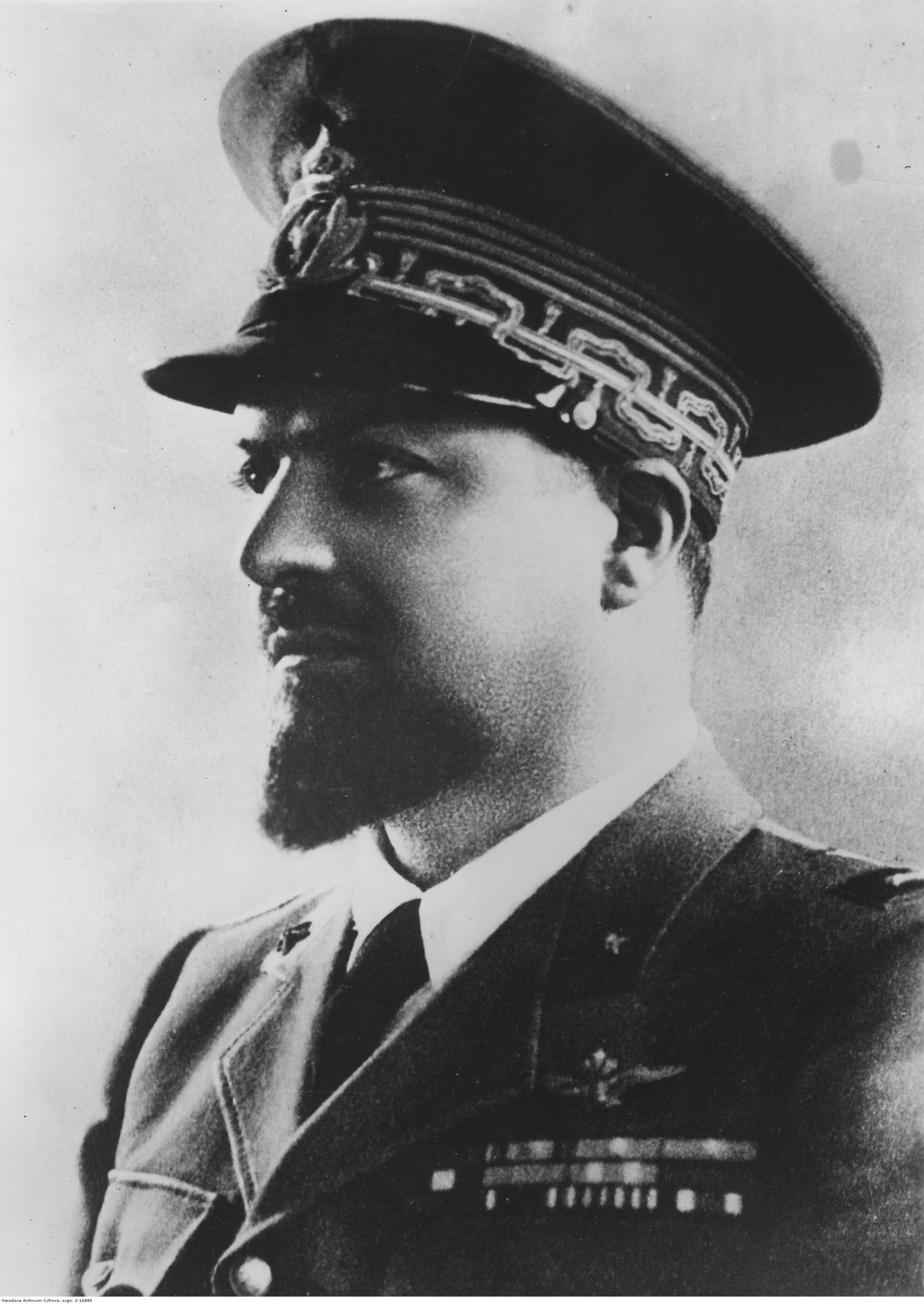
Italo Balbo

Fu istituito nel 1933, insieme a quello di generale d'armata aerea.
L'unico a essere stato insignito di tale titolo fu Italo Balbo, il 13 agosto 1933.
Il grado di generale d'armata aerea poteva essere conferito esclusivamente in tempo di guerra ai generali di squadra investiti del comando di una armata aerea.
Il grado di maresciallo dell'aria, il più elevato della gerarchia militare poteva essere conferito esclusivamente ai generali d'armata aerea per azioni di guerra.
Italo Balbo, generale di squadra aerea e ministro dell'aeronautica, ricevette il titolo al termine della cosiddetta crociera aerea del Decennale, o crociera Nord Atlantica, o ancora "aerocrociera del Nord Atlantico", anche nota come crociera aerea "Italia-America del Nord", "Orbetello-Chicago-New York-Roma" crociera aerea organizzata dallo stesso Italo Balbo nel primo decennale della Regia Aeronautica e come occasione di propaganda per la Century of Progress, l'esposizione universale che si tenne a Chicago per il centenario di fondazione della città, manifestazione che si tenne tra il 1º luglio e il 12 agosto 1933.
Con la morte di Italo Balbo abbattuto da fuoco amico dalla contraerea italiana sui cieli di Tobruch il 28 giugno 1940 da parte dell'incrociatore San Giorgio il grado non venne più conferito.
Il grado venne abolito dopo la proclamazione della Repubblica.

## Distintivo di grado
Il distintivo di grado per paramano di maresciallo dell'aria della Regia Aeronautica era uguale all'attuale distintivo di grado di generale capo di stato maggiore della difesa quando la carica viene ricoperta da un generale di squadra aerea dell'Aeronautica Militare.
Gradi degli Ufficiali della Regia Aeronautica
|                       | Ufficiali generali      | Ufficiali generali                | Ufficiali generali                | Ufficiali generali          | Ufficiali generali          | Ufficiali generali        | Ufficiali superiori | Ufficiali superiori | Ufficiali superiori | Ufficiali inferiori | Ufficiali inferiori | Ufficiali inferiori |
| --------------------- | ----------------------- | --------------------------------- | --------------------------------- | --------------------------- | --------------------------- | ------------------------- | ------------------- | ------------------- | ------------------- | ------------------- | ------------------- | ------------------- |
| Regno d'Italia        |                         |                                   |                                   |                             |                             |                           |                     |                     |                     |                     |                     |                     |
| Maresciallo dell'aria | Generale d'armata aerea | Generale designato d'armata aerea | Generale di squadra aerea         | Generale di divisione aerea | Generale di brigata aerea   | Colonnello                | Tenente colonnello  | Maggiore            | Capitano            | Tenente             | Sottotenente        |                     |
|                       | Maresciallo dell'aria   | Generale d'armata aerea           | Generale designato d'armata aerea | Generale di squadra aerea   | Generale di divisione aerea | Generale di brigata aerea | Colonnello          | Tenente colonnello  | Maggiore            | Capitano            | Tenente             | Sottotenente        |